# Ugljan
Ugljan je otok u Jadranskom moru, na hrvatskom dijelu Jadrana.

## Zemljopisni položaj
Nalazi se u zadarskom arhipelagu, sjeverozapadno od otoka Pašmana i jugoistočno od otoka Rivanj i Sestrunj. Površinom od 50,21 km² (dug 22 km, širok do 3,8 km) ubraja se među veće hrvatske otoke; 7583 stan. Od kopna ga dijeli Zadarski kanal, a s otokom Pašmanom povezuje most preko prolaza Mali Ždrelac. Od otoka Iža je odvojen Srednjim kanalom.
Vapnenački dio otoka pretežno je pod makijom, dok u dolomitnom području prevladava zemljište pod kulturama. Prostranije uvale su Muline na sjeverozapadu i Lamjana vela i mala na jugoistoku. Istočna obala blago se spušta prema moru i razvedena je malim uvalama.

## Gospodarstvo
Uzgajaju se masline, smokve, vinova loza. Otok je sa Zadrom povezan najfrekventnijom trajektnom linijom na hrvatskoj obali Jadrana, koja od 2006. prometuje i noću.
U blizini uvale Lamjana nalazi se uzgajalište riba, nekad tvrtke Cenmar, danas Cromaris. Na otvorenom moru na nekoliko mikrolokacija uzgaja se ribu u plutajućim kavezima, a u blizini ne postoji onečišćivač.

## Klima
Klima se ističe svim osnovnim odlikama mediteranske klime s izrazito suhim ljetima i blagim zimama. Prosječna godišnja temperatura iznosi iznad 15°C, prosječna temperatura najtoplijeg mjeseca srpnja 24°C, a najhladnijeg siječnja 12°C. Broj dana s temperaturama nižim od 0°C je zanemariv, a s visokim se kreće oko 16 dana u godini. Srednja temperatura najhladnijeg mjeseca siječnja nije niža od -3°C. Nema neprekidno visokih ili neprekidno niskih temperatura, kao što ne postoje dugi periodi suše ni kiše u kojima bi pala gotovo sva godišnja količina padalina. Insolacija iznosi oko 2500 sati godišnje, a u srpnju sunce sija 10 do 12 sati dnevno.

### Vlaga i padaline
Godišnji srednjak vlage zraka kreće se oko 73%. Maksimalne vrijednosti ostvaruju se u studenom, a minimalne u srpnju. Dominantna padalina je kiša. Srednja godišnja količina padalina iznosi 939 mm s maksimumom u studenom od oko 1000 mm i minimumom u srpnju od svega 30 mm. Snijeg je vrlo rijetka pojava, a kad se i pojavi zadržava se vrlo kratko (prosječan broj dana sa snijegom je 1). Godišnja oblačnost iznosi 4,7 (desetina neba). Oblačnost u ljetnim mjesecima je manja od 4, s minimumom u srpnju 2,4. Najveća oblačnost je u prosincu: 6,5.

### Vjetrovi
Bura najčešće puše zimi, jugo prevladava u proljeće i jesen, a ljeti sa zapada puše ugodan maestral. Ljeti i u ranu jesen prevladava stabilno i lijepo vrijeme sa sunčanim, počesto vedrim i toplim danima. Nakon jutarnje tišine, sredinom prijepodneva počne vjetar s mora, zmorac ili maestral, koji u poslijepodnevnim satima doseže umjerenu jakost. Smjer mu je uglavnom sjeverozapadni, a postojanost smjera i prilična jakost čine ga vrlo prikladnim za jedrenje, kao malo gdje na Jadranu. Donoseći svježi morski zrak on doista snižava temperaturu zraka u vrijeme najvećih dnevnih vrućina. Maestral često potraje do u kasno poslijepodne. Navečer zavlada tišina, a noću zapuše slab vjetar s kopna, kopnenjak ili burin. Poslije juga, kod naglog prolaza hladne fronte prema jugoistoku zapuše tramontana, sjeverozapadni vjetar praćen grmljavinskim pljuskovima. Levanat je prohladan i kišni istočni vjetar koji puše u zimskoj polovici godine, a ponekad donese i snijeg.

## Biljni pokrov
Ima sve značajke mediteranskog biljnog pokrova modificiranog poljoprivrednim korištenjem. Autohtona vegetacija (hrast crnika, borovi i čempresi) zamijenjena je uzgojenim mediteranskim kulturama na 60 do 70% površine otoka. Među poljoprivrednim kulturama osobitu ulogu imaju maslina i smokva. Zbog obilježja klime na otoku uspijeva i razno voće i povrće kojima se snadbijeva i zadarska tržnica, pa se zbog toga otok Ugljan naziva i zadarskim vrtom. Ostali dijelovi otoka koji nisu obrađeni i zasađeni poljoprivrednim kulturama, obrasli su makijom.

## Stanovništvo
Ugljan se ubraja i među najnaseljenije hrvatske otoke. Otok se pod današnjim imenom javlja prvi put 1325., a naseljen je kontinuirano od mlađega kamenog doba. U rimsko doba gusto naseljen, osobito u sjeverozapadnom dijelu, gdje su nađeni brojni ostaci antičkih građevina. Današnja naselja osnovana su u Srednjem vijeku. Sva naselja (Preko, Ugljan, Lukoran, Sutomišćica, Poljana, Kali, Ošljak i Kukljica) leže uz obalu dobro obrađene istočne strane otoka.

#### Naselja na otoku Ugljanu
- Preko, općina
- Poljana
- Sutomišćica
- Lukoran
- Ugljan s devet zaselaka
- Kali, općina
- Kukljica, općina

## Podrijetlo imena
O nazivu mjesta Ugljan pisalo je više autora, ali značajniji doprinos pripada akademiku dr. Petru Skoku kao i pokojnom župniku u Ugljanu 1933. – 1955. don Amosu-Rubiju Filipiju, dopisnom članu Hrvatske akademije.
Ime mjesta, odnosno otoka Ugljana, tumači se različito. Najveći je broj onih koji dokazuju da naziv potječe od imenice ulje te se neko vrijeme uvriježilo pogrešno pisanje Uljan, umjesto Ugljan.
Niti jedan hrvatski otok kao ni toponimi na njima nisu dobili naziv po navedenoj imenici, već po maslini, stablu od kojeg se ovaj produkt dobivao, a logično je da neki otok ili dio otoka dobije ime po onome šta se na njemu nalazi.
Tako postoji par otočića u Zadarskom arhipelagu pod nazivom Maslinjak (kod Ista, u Kornatu kod Žuta i dva kod Pašmana), otočić kod Rave je Maslinovac, brdo nad Sutomišćicom Maslinjak, a uvala kod Veloga Iža Maslinčica. Na svim ovim lokalitetima rasla je ili raste maslina, a ulje je samo njen produkt koji se dobiva po kućama tj. uljarnama. Može se ovome dodati da u pulskoj luci postoji otočić Uljanik, no niti taj naziv ne dolazi od riječi ulje, već po riječi uljika, kako se tamo maslina od davnina naziva. Talijani su ga nazivali Scoglio olivi, što je identično našem maslinjaku. Prema tome slijedi zaključak da niti Ugljan nije dobio ime po riječi ulje.
Postoje mišljenja da ime Ugljan dolazi od ugljen koji se na području mjesta Ugljana također pravio izgaranjem drveta vrijesa, ali takva proizvodnja nije bila karakteristična samo za Ugljan, već i za druge zadarske otoke te se i ovo mišljenje odbacuje. Zanimljivo je navesti naziv Furnaža (uvala između Ugljana i Lukorana), ovaj toponim nije nastao po peći za pravljenje ugljena već se u njima proizvodilo vapno. Naziv je latinskog podrijetla, a u spomenutoj uvalici vide se i danas tri velike stare vapnenice.
Neki ovoj raspravi pridodaju da bi naziv otoka mogao dolaziti od ugljak, odnosno uljak, kako se još i danas na zadarskim otocima nazivaju pčelinje košnice. Točno je da na našim otocima ima pčelinjaka i dobre pčelinje paše, ali baš Ugljan čini u tome izuzetak jer na njemu slabo rastu kadulja i nema razvijeno pčelarstvo.
Ove navedene dvojbe riješio je dr. Petar Skok u svome dijelu Slavenstvo i romanstvo na jadranskim otocima 1950. gdje dokazuje da ime Ugljan nije nastalo niti od jedne riječi ulje, niti uglju, kao niti po ugljiku, već znanstveno obrazlaže na povijesnim izvorima da naziv otoka treba tražiti u imenu rimkog posjednika Gelliusa koji je na području Ugljana imao svoj posjed.
Dr. Petar Skok ovako izvodi današnji naziv: od imena Galliusa nastao je naziv Gellianus, prema običaju da se mjesta označavaju imenom vlasnika. Kad su Hrvati naselili ove krajeve prilagodili su ovaj romanski izraz s nastavkom anus, duhu svoga jezika, te prema tome od Gellianus nastaje Gellian, analogno sličnim nazivima Lukoran, Pašman, Mrljan.
Jezična prilagodba ide dalje tako da ovaj naziv dobiva početno u od staroslavenskog izraza va, koji na našem području u 13. stoljeću ide dalje pa prelazi u slovo u. To je, naime, prijedlog kretanja na pitanje kamo. Primjerice ime otoka Unije kod Lošinja (u starim dokumentima je Nia), nastalo je U + Nia.
Prema tome dobivamo pojednostavljen Uglian. Preostaje objašnjenje slova "lj". No to se može dokazati time što jedini pismeni ljudi u doba, naši glagolaši, nisu imali slova lj, već samo l, koje se u narodu izgovaralo kao lj. Eto vidimo kako je na jednostavan način od rimskog gellianus nastao današnji hrvatski naziv Ugljan, koji se u ovom obliku prvi puta susreće 1325., a Giljan zadnji put se javlja 1397. godine.

## Šport i razonoda
- Crnilo kup, lov na lignje[3]

## Vanjske poveznice
|  | Zajednički poslužitelj ima stranicu o temi Ugljan    |
|  | Zajednički poslužitelj ima još gradiva o temi Ugljan |

- Sve o otoku Ugljanu  Arhivirana inačica izvorne stranice od 26. prosinca 2012. (Wayback Machine)
- Ugljan
- Kukljica
- općina Preko  Arhivirana inačica izvorne stranice od 14. studenoga 2018. (Wayback Machine)
- Preko